# توپولوژی حاصل‌ضربی
در توپولوژی و شاخه‌های مرتبط با آن در ریاضیات، فضای حاصل‌ضربی (Product Space)، ضرب دکارتی خانواده‌ای از فضاهای توپولوژیکی اند که با توپولوژی طبیعی به نام توپولوژی حاصل‌ضربی (Product Topology) مجهز شده باشند. این توپولوژی، از توپولوژی مشابه اما احتمالاً مشهودتر دیگری به نام توپولوژی جعبه‌ای که می‌توان روی فضای حاصل‌ضربی تعریف نمود، متفاوت است. توپولوژی جعبه‌ای و حاصل‌ضربی در حالتی که تعداد فضاهای ضرب شده متناهی باشند، با هم یکی می‌گردند. با این حال، توپولوژی حاصل‌ضربی از این جهت «صحیح» است که فضای حاصل‌ضربی را تبدیل به ضرب رسته‌ای فاکتورهایش می‌کند، درحالی که توپولوژی جعبه‌ای بیش از حد ظریف است؛ ازین منظر، توپولوژی حاصل‌ضربی، توپولوژی طبیعی است که می‌توان بر روی ضرب کارتزین تعریف نمود.